# Joseph Gikonyo
Joseph Gikonyo Mukinyi  (né le 7 février 1965) est un athlète kényan, spécialiste du sprint.
Mesurant 1,78 m pour 80 kg, c'est un des rares sprinteurs kényans ayant une stature internationale dans les années 1990.
Ses records sont de :
- 10 s 28 au Caire le 4 octobre 1990 (record du Kenya battu par Tom Musinde en 2007),
- 20 s 43 (+ 0,9 m/s) à Tokyo le 26 août 1991 lors des Championnats du monde d'athlétisme 1991 (record du Kenya battu par Carvin Nkanata en 2013[1]).

Il remporte le titre de champion d'Afrique en 1990 aussi bien sur 100 que sur 200 mètres et remporte la médaille de bronze lors des Jeux africains de 1995 sur 200 m.
ll participe aux Jeux olympiques à Atlanta (éliminé en série avec 20 s 88). Il est quart de finaliste à Stuttgart en 1993 et demi-finaliste à Tokyo en 1991 lors des Championnats du monde.

## Palmarès
| Date | Compétition            | Lieu     | Résultat | Épreuve   | Performance  |
| ---- | ---------------------- | -------- | -------- | --------- | ------------ |
| 1990 | Championnats d'Afrique | Le Caire | 1er      | 100 m     | 10 s 28 (NR) |
| 1990 | Championnats d'Afrique | Le Caire | 1er      | 200 m     | 20 s 89      |
| 1991 | Jeux africains         | Le Caire | 3e       | 4 × 100 m | 40 s 70      |
| 1995 | Jeux africains         | Harare   | 3e       | 200 m     | 20 s 80      |

### National
5 titres : 
- 2 sur 100 m en 1990 et 1994
- 3 sur 200 m en 1991, 1994 et 1996[4].